# Propappus
Propappus ist der Name einer Gattung im Sand im Süßwasser lebender Wenigborster, der einzigen Gattung der monogenerischen Familie Propappidae in der Ringelwurm-Klasse der Gürtelwürmer (Clitellata), deren drei Arten in Eurasien verbreitet sind.

## Merkmale
Die Propappidae werden wenige Millimeter bis höchstens etwa 1,2 cm lang und maximal 0,4 mm breit. Sie tragen pro Segment (auch an den genitalientragenden) 4 Bündel s-förmiger, knotiger, gegabelter Borsten – pro Bündel 3, selten 2 Borsten – und direkt hinter jedem Borstenbündel große Drüsen in der Epidermis. Dorsale Poren sind nicht vorhanden.
Das Gehirn ist tief in zwei seitliche Lappen geteilt. Der Darmkanal hat keinerlei Blindsäcke und erweitert sich am Beginn des Mitteldarms in manchen Fällen abrupt. Der After sitzt rückenseitig. Die großen Nephridien sind wohl entwickelt.
Das ringförmige Clitellum der Zwitter besteht aus einer Zellschicht umfasst etwa 3 Segmente, meist vom 12. bis zum 14. Segment. Die Tiere haben ein Paar Hoden im 11. Segment (an der Scheidewand zum 10. Segment) und ein Paar Eierstöcke im 13. Segment (an der Scheidewand zum 12. Segment). Ein unpaares Spermienbläschen erstreckt sich nach vorn bis zum 6. Segment. Die paarigen Receptacula seminis münden vorn seitlich am 4. Segment nach außen und haben keine Verbindung mit dem Darmkanal. Das Paar der männlichen Geschlechtsöffnungen befindet sich im 12. Segment vor den bauchseitigen Borstenbündeln, das einzige Paar der weiblichen Geschlechtsöffnungen in der Furche vom 13. zum 14. Segment.

## Verbreitung, Lebensraum und Lebensweise
Die Propappidae sind als paläarktische Gruppe in Eurasien verbreitet und wurden im zentralen und östlichen Russland, in Deutschland, Österreich, England, Frankreich, Finnland und Norwegen gefunden. Sie sind Süßwasserbewohner und im Sand oder Kies von Seen oder Fließgewässern mit mäßiger bis starker Strömung zu finden, wo sie mikroskopische Algen und andere Kleinstlebewesen abweiden.

## Systematik
Wilhelm Michaelsen beschrieb 1905 auf Grundlage von 1901 im Baikalsee gesammelten Exemplaren die Typusart Propappus glandulosus gleichzeitig mit der Gattung Propappus und stellte diese in die Familie Enchytraeidae. Er wählte unter Bezugnahme auf die Borsten den Namen Propappus nach dem griechischen Wort πρό „vor“ und πάππος „alter Mann (mit schütterem Haar oder Bart, wie ein Pappus)“, während sich das lateinische glandulosus „drüsig“ auf die zahlreichen Borstendrüsen bezieht. Auf Grundlage der besonderen Eigenschaften der Gattung Propappus wie der Form der Borsten und Borstendrüsen errichtete Kathryn A. Coates 1986 die neue monogenerische Familie Propappidae und stellte diese in die Nähe ebenso der Haplotaxidae wie der Enchytraeidae.
Nach zwischenzeitlich aufgekommenen Zweifeln bestätigte die phylogenomische Analyse von Christer Erséus und Kollegen 2020 ein Schwestergruppenverhältnis zwischen den Propappidae und den Enchytraeidae, wenn auch mit geringer Sicherheit. Da beide Gruppen auch durch ein morphologisches Merkmal, die nach vorn verschobene Lage der Spermatheken, vereint sind, hat sich diese Ansicht durchgesetzt, kann möglicherweise später aber noch durch neue Erkenntnisse wieder revidiert werden. Für das gemeinsame Taxon haben Rüdiger Schmelz und Kollegen 2021 die Ordnung Enchytraeida Kasprzak, 1984 wieder aufgestellt. Diese Sichtweise wurde in taxonomischen Datenbanken wie etwa dem World Register of Marine Species akzeptiert.
Die Gattung Propappus umfasst folgende drei Arten:
- Propappus glandulosus Michaelsen, 1905 (Erstfundort Baikalsee, 2 bis 8 m Tiefe)
- Propappus volki Michaelsen, 1916 (Erstfundort Elbe bei Hamburg, 3 bis 5 m Tiefe)
- Propappus arhyncotus Sokolskaja, 1972 (Erstfundort Azabach'e-See, Kamtschatka, 7 cm Tiefe)